# Оріхово (Бурлинський район)
Орі́хово (рос. Орехово) — село у складі Бурлинського району Алтайського краю, Росія. Адміністративний центр Оріховської сільської ради.

## Населення
Населення — 626 осіб (2010; 841 у 2002).
Національний склад (станом на 2002 рік):
- росіяни — 47 %
- українці — 37 %